# Wielka Olsia
Wielka Olsia (biał. Волься Вялікая; ros. Олься Великая) – wieś na Białorusi, w obwodzie witebskim, w rejonie postawskim, w sielsowiecie Kuropole.

## Historia
W czasach zaborów wieś w gminie Jasiewo, w powiecie święciańskim, w guberni wileńskiej Imperium Rosyjskiego. W 1905 roku liczyła 312 mieszkańców, 527 dziesięcin.
Od 11 kwietnia 1922 wieś leżała w Polsce, w województwie wileńskim, w powiecie święciańskim w gminie Jasiewo, od 1926 roku w powiecie postawskim, w gminie Postawy.
W 1931 w 58 domach zamieszkiwało 255 osób.
Wierni należeli do parafii rzymskokatolickiej w Zadziewiu i prawosławnej w Postawach. Miejscowość podlegała pod Sąd Grodzki w Postawach i Okręgowy w Wilnie; właściwy urząd pocztowy mieścił się w Postawach.
W 1938 roku miejscowość należała do gromady Wielka Olsia gminy Postawy.
W wyniku napaści ZSRR na Polskę we wrześniu 1939 miejscowość znalazła się pod okupacją sowiecką. 2 listopada została włączona do Białoruskiej SRR. Od czerwca 1941 roku pod okupacją niemiecką. W 1944 miejscowość została ponownie zajęta przez wojska sowieckie i włączona do obwodu witebskiego Białoruskiej SRR.
Od 1991 w składzie niepodległej Białorusi.